# Herb Somalii
Herb Somalii został przyjęty 10 października 1956 roku.  Dwa lamparty podtrzymujące tarczę, oraz biała gwiazda znajdowały się na herbie także w czasach gdy Somalia była włoską kolonią. Wcześniej, od 8 czerwca 1918 roku, tarcza znajdująca się w herbie była podzielona poziomo białą, falistą linią.

## Historyczne herby

Godło Sułtanatu Hobyo
Herb Somali Włoskiego 1949–1956
Godło Somali Brytyjskiego 1903–1950
Herb Somali Brytyjskiego 1950–1952
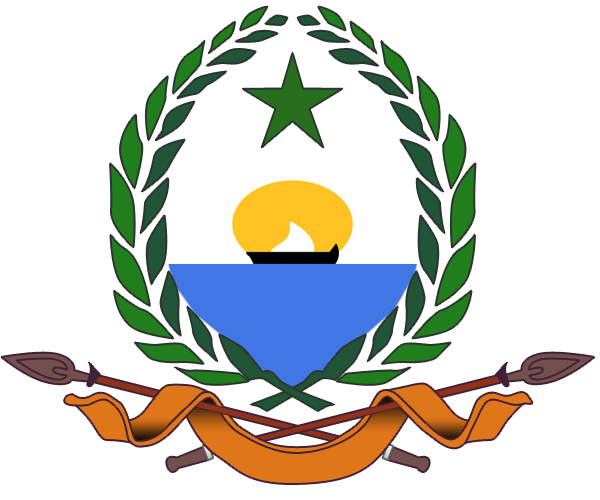
Godło Maakhiru 2007–2009
Herb autonomicznego Puntlandu
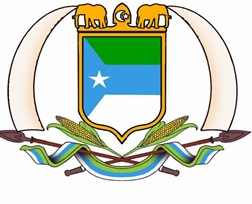
Herb separatystycznego Jubalandu 1998–2001